# Kościół Trójcy Świętej w Działoszycach
Kościół Trójcy Świętej w Działoszycach – rzymskokatolicki kościół parafialny znajdujący się w mieście Działoszyce, w województwie świętokrzyskim.

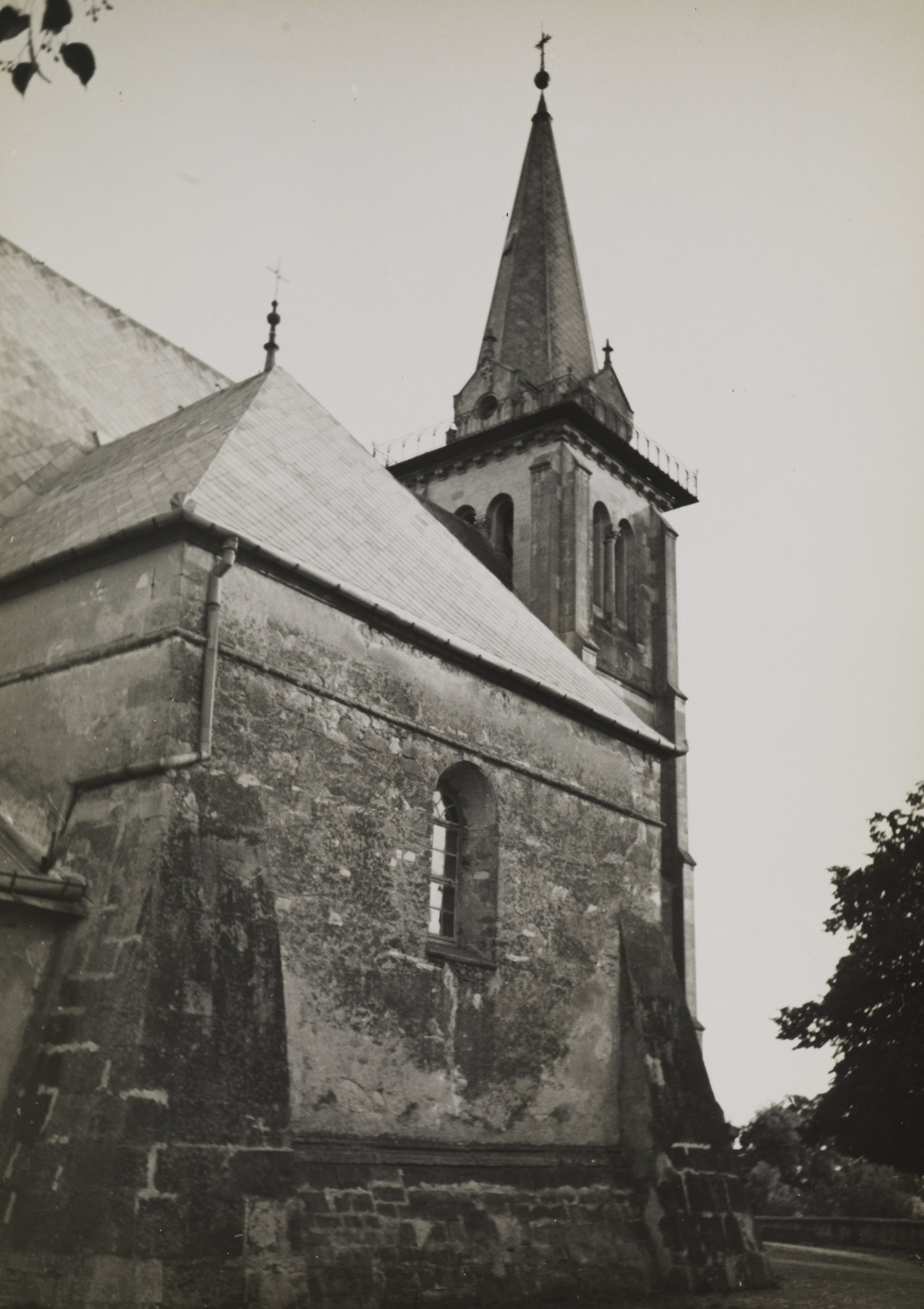
Północna strona kościoła w Działoszycach, fot. Henryk Poddębski, 1936

Parafia Trójcy Świętej w Działoszycach należy do dekanatu skalbmierskiego diecezji kieleckiej..
W połowie XIX w. Kazimierz Stronczyński, który w latach 1844-1855 przeprowadził inwentaryzację zabytków na całym terenie Królestwa Polskiego, uznał że kościół ten należy do najpiękniejszych pomników budownictwa gotyckiego w Polsce.

## Historia
Świątynia murowana została zbudowana w stylu gotyckim w 1220 roku i posiada nawę wzniesioną na planie prostokąta. Konsekrowana została w 1222 roku przez biskupa Iwo Odrowąża. W 1413 roku kościół został powiększony o kruchtę i zakrystię dzięki staraniom właściciela Działoszyc, Michała Bogumiłłowa i Piotra, właściciela Sancygniowa. W 1618 roku na północnej elewacji świątyni został umieszczony zegar słoneczny. W XVII stuleciu zostały dobudowane dwie kaplice: św. Anny w 1637 roku, z jej ołtarzem i obrazem oraz Najświętszej Maryi Panny Różańcowej w 1663 roku, którą ufundował Albert Gogoł. W 1864 i 1897 roku świątynia została ponownie powiększona. W 1929 roku kościół został odnowiony

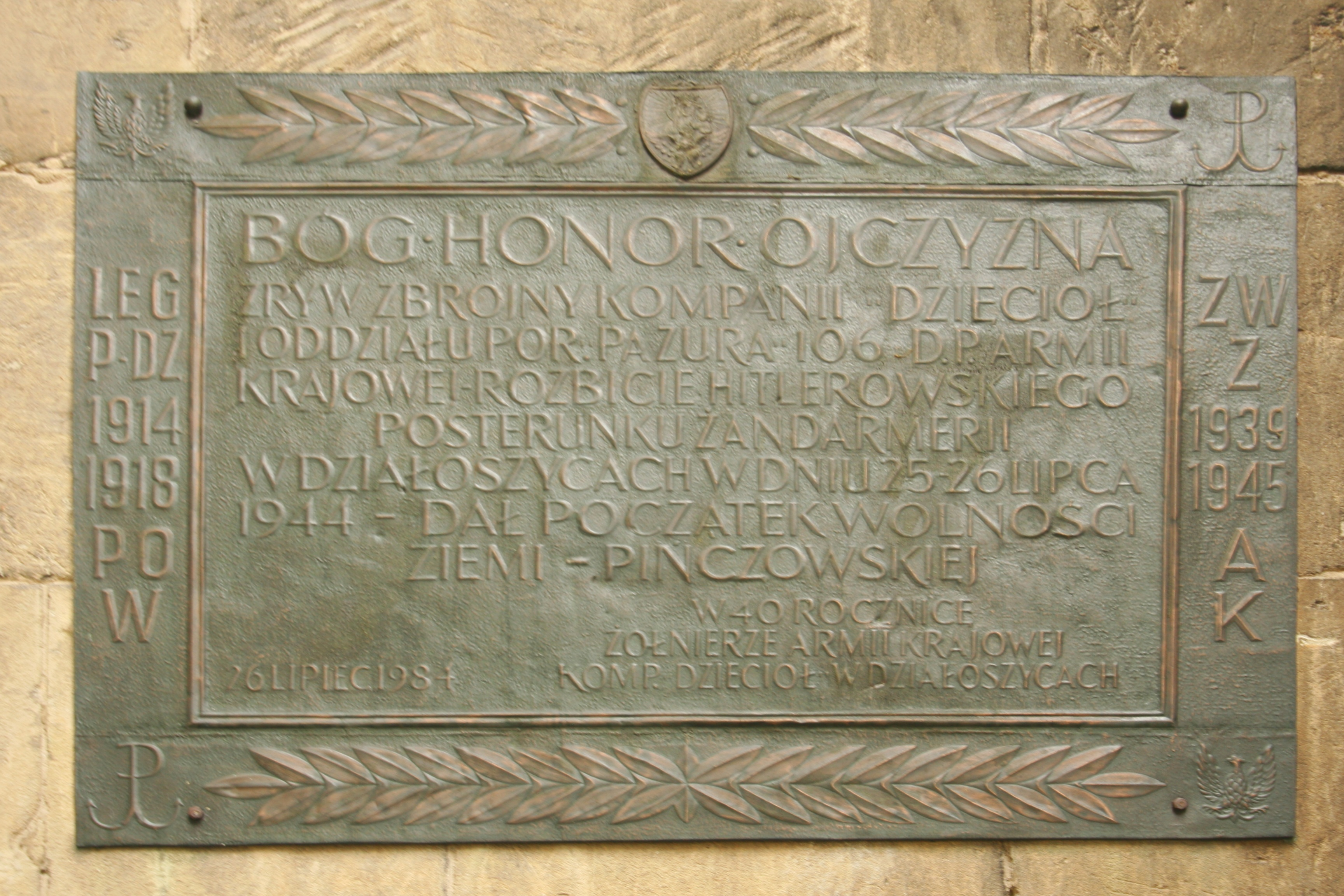
Tablica z 1984 r. upamiętniająca działania Armii Krajowej w Działoszycach osadzona w murze kościoła, fot. Przykuta 2008

Wnętrze świątyni zdobią dużych rozmiarów, polichromowane ceramiczne stacje drogi krzyżowej wykonane pod koniec XIX w. w działoszyckiej fabryce Borlickich. Właściciel fabryki, Tomasz Sylwester Borlicki (1838–1911), był członkiem komitetu budowy wieży działoszyckiego kościoła w 1897 roku.
Na zewnętrznej ścianie kościoła zamontowana jest tablica upamiętniająca działania Armii Krajowej w Działoszycach wykonana w 1984 r. o treści:

 BÓG HONOR OJCZYZNA 
ZRYW ZBROJNY KOMPANII DZIĘCIOŁ  
I ODDZIAŁU POR. "PAZURA" 106 D.P.ARMII 
 KRAJOWEJ-ROZBICIE HITLEROWSKIEGO 

POSTERUNKU ŻANDARMERII 

W DZIAŁOSZYCACH W DNIU 25-26 LIPCA 

1944 - DAŁ POCZĄTEK WOLNOŚCI 

ZIEMII - PIŃCZOWSKIEJ 

26 LIPIEC 1984 

W 40 ROCZNICĘ 

ŻOŁNIERZE ARMII KRAJOWEJ 

KOMP.DZIĘCIOŁ W DZIAŁOSZYCACH 